# Stanisław Janowski (zm. 1632)
Stanisław Janowski herbu Strzemię (zm. 1632) – podsędek krakowski w latach 1628-1632.
Poseł na sejm nadzwyczajny 1629 roku, sejm 1632 roku. Poseł na sejm zwyczajny 1629 roku z województwa krakowskiego. W 1632 roku był elektorem Władysława IV Wazy z województwa krakowskiego.